# Костецкий, Виктор Александрович
Ви́ктор Алекса́ндрович Косте́цкий (12 апреля 1941, Жмеринка, Украинская ССР, СССР — 6 ноября 2014, Санкт-Петербург) — советский и российский актёр театра и кино. Заслуженный артист РСФСР (1978).

## Биография
Родился 12 апреля 1941 года в Жмеринке (Винницкая область, Украинская ССР). Жил в Ленинграде.
Полтора года проучился на художественно-графическом факультете ЛГПИ А. И. Герцена. В 1965 году окончил ЛГИТМиК (курс Бориса Зона).
С 1965 по 1972 год — актёр Ленинградского театра имени Ленинского комсомола, затем — Ленинградского театра музыкальной комедии (по 1989 год). Вошёл в основной актёрский состав ЛАТД имени А. С. Пушкина, оставив театр в 2008 году. В последнее время играл только в антрепризных постановках театра «Комедианты» на Лиговском проспекте.
В кино снимался до последних лет жизни. Наиболее известные роли в фильмах режиссёра Владимира Воробьёва — «Свадьба Кречинского», «Труффальдино из Бергамо», «Остров сокровищ». В 2000-х стал известен также по роли генерал-майора Сан Саныча в сериале «Убойная сила». Часто принимал участие в дублировании и озвучивании иностранных кино- и мультипликационных фильмов.
В 1968 году в фильме «Удар, ещё удар» снялся в маленькой эпизодической роли матроса, жующего сухарик и болеющего за команду Заря в матче в Ленинграде в 1942 году. В титрах не указан.
С 1990 года — преподаватель на отделении музыкальной комедии, заведующий кафедрой сценического движения и речи в Петербургской консерватории.
В 2008 году стал лауреатом театральной премии Петербурга «Золотой софит» за роль доктора Дорна в премьерном спектакле «Записные книжки Тригорина» театра «Комедианты» (интерпретация чеховской пьесы «Чайка»). Номинация — «Лучшая мужская роль второго плана». Самая известная закадровая роль — озвучка капитана Барбоссы.
Скончался от сердечного приступа 6 ноября 2014 года. Похоронен в Санкт-Петербурге на Смоленском кладбище.

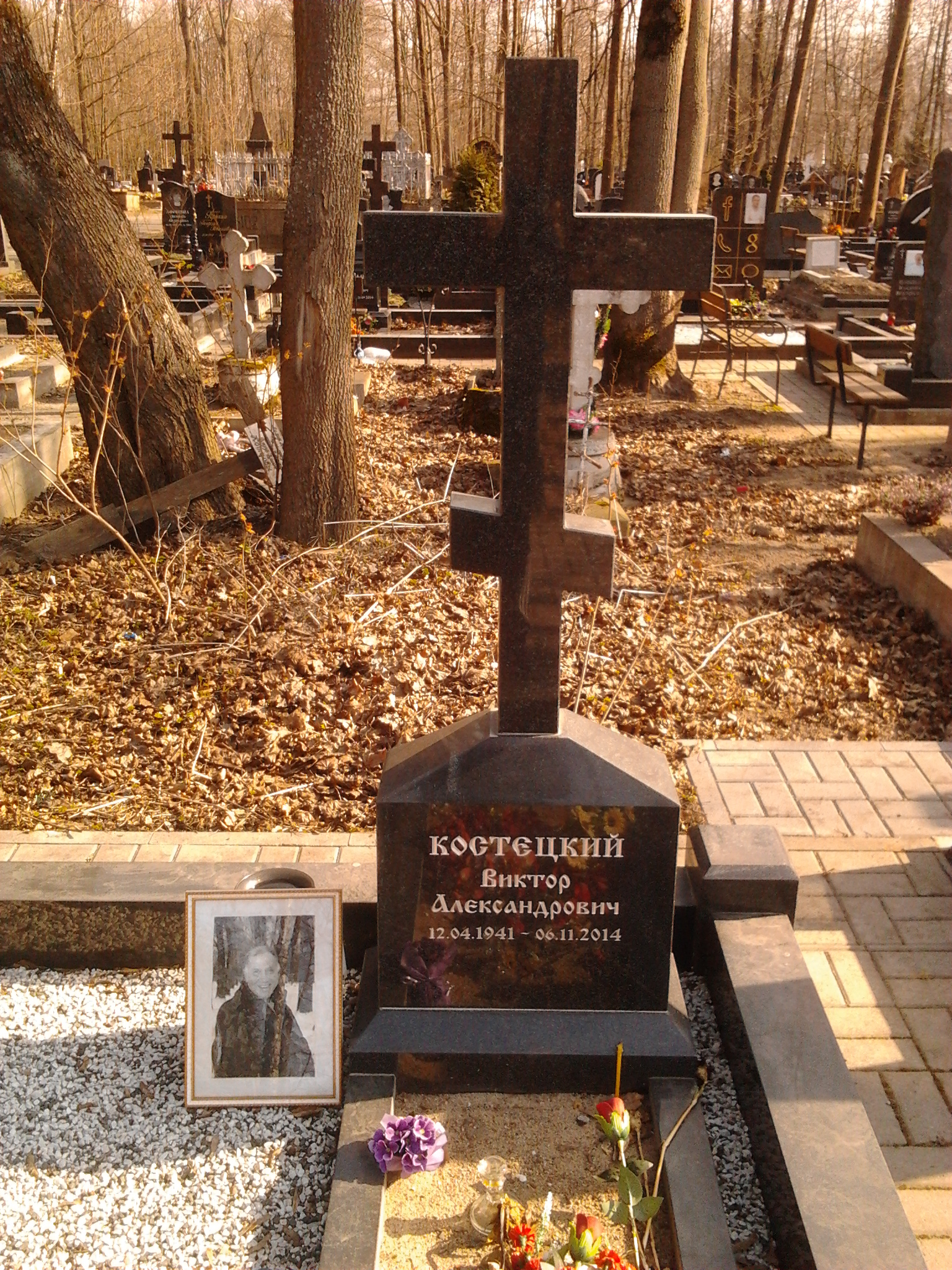
Надгробие В. А. Костецкого на Смоленском православном кладбище.

## Фильмография
- 1963 — День счастья — плотник (нет в титрах)
- 1965 — Корабли в Лиссе — эпизод
- 1965 — Первая Бастилия — эпизод
- 1965 — Понедельник начинается в субботу — сержант милиции
- 1965 — Сон в летнюю ночь — Тезей
- 1966 — Кто придумал колесо? — Алексей Егоров
- 1966 — Первая любовь — Майданов, поэт
- 1967 — Зелёная карета — Перепельский
- 1967 — Золотая роза — эпизод
- 1967 — Кровавая свадьба — дровосек
- 1967 — Первый президент — доктор
- 1968 — Кориолан — горожанин
- 1968 — Удар! Ещё удар! — матрос на матче, (нет в титрах)
- 1969 — Письма, отправленные в юность — эпизод
- 1970 — Ференц Лист. Грёзы любви — сборщик пожертвований, (нет в титрах)
- 1972 — Мужество жить — Юрий Полковников
- 1974 — Свадьба Кречинского — Михаил Васильевич Кречинский
- 1975 — Звезда пленительного счастья — Пётр Григорьевич Каховский
- 1976 — Труффальдино из Бергамо — Флориндо Аретузи, беглец из Турина
- 1977 — Лишний день в июне — магистр Мальгрим
- 1979 — В моей смерти прошу винить Клаву К. — Павел Афанасьевич Лавров, отец Серёжи
- 1980 — И прыгают, прыгают камешки... — Первый Министр / Граф Парабель
- 1981 — 20 декабря — Алексей Иванович Рыков
- 1981 — Личная жизнь директора — Алексей Фёдорович Ермолаев, парторг
- 1981 — Объявлен розыск... — Михаил Алексеевич Зотов, следователь
- 1982 — Остров сокровищ — доктор Ливси
- 1982 — Принцесса на горошине — Арлекин / Король
- 1983 — Али-Баба и 40 разбойников — один из разбойников
- 1986 — Государственная граница (фильм 5-й: «Год сорок первый») — Бюхнер, немецкий диверсант
- 1986 — Сошедшие с небес — Миша
- 1987 — Жизнь Клима Самгина — Георгий Гапон
- 1987 — Моонзунд — эпизод (нет в титрах)
- 1987 — Хрустальное сердце — Ганс Одноглазый
- 1988 — Дон Жуан, или Любовь к геометрии — отец Диего
- 1988 — Эсперанса — поручик
- 1989 — Васька — сотрудник НКВД
- 1991 — Гений — оперативник Иван Важин
- 1991 — Хранители — Гендальф
- 1992 — Странные мужчины Семёновой Екатерины — оперативник, коллега Игоря
- 1992 — Тайна наместника Гаумшира — управляющий Курт
- 1993 — Осечка — артист Олег Яманидзе / «Керенский»
- 1994 — Русский транзит — Карнач, капитан угро
- 1996 — Музыка любви. Неоконченная любовь / La Musique de l’amour: Un amour inachevé — Лихновский
- 1998 — На ножах
- 1999 — Агент национальной безопасности-1 (эпизод «Три дня до эфира») — Снегирёв
- 2000 — Бандитский Петербург. Фильм 2. Адвокат — заместитель Генерального прокурора РФ (8, 10 серии)
- 2000—2005 — Убойная сила — Сан Саныч Максимов, генерал-майор милиции, Начальник ГУВД Санкт-Петербурга и Ленинградской области
- 2001 — Крот — Иван Егорович Гурин, майор / подполковник милиции, бывший начальник Кузьмичёва (взорван Грязновым в автомобиле в 11 серии 1-го сезона) (1-й сезон, ‡)
- 2002 — Улицы разбитых фонарей-4 (эпизод «Выстрел в спину») — Матвеев, подполковник, начальник Южного РОВД
- 2004 — Сисси, мятежная императрица — Gondrecourt
- 2005 — Не хлебом единым — эпизод
- 2006 — Секретные поручения — генерал Николай Петрович Миролевич
- 2006 — Там, где живёт любовь — Сергей Петрович Комаров, отец Инны и Марины
- 2006 — Коллекция — Николай Александрович Калитин, гендиректор АО "Континент"
- 2007 — Морские дьяволы 2 — Серов
- 2009 — Правосудие волков — Декан МУХи
- 2010 — Смерть Вазир-Мухтара. Любовь и жизнь Грибоедова — посол Джон Киннейр Макдональд
- 2010 — Счастливый Конец — отец Алёны
- 2011 — Возмездие — полковник милиции Русаков
- 2011 — Распутин — архимандрит
- 2012 — Время Синбада — Бронницкий
- 2013 — Лекарство против страха — Сергей Васильевич Никитин, генерал-лейтенант медицинской службы
- 2013 — Литейный - 8 — Василий Петрович Мягков (17 серия)
- 2014 — Такая работа — Григорий Иванович Шелестов (2 сезон, 24 серия)
- 2014 — Ищу попутчика — сотрудник отеля в Санкт-Петербурге.
- 2014 — Курманжан Датка. Королева гор — генерал Кауфман
- 2015 — Такая работа — Григорий Иванович Шелестов (73 серия)

## Актёр озвучивания
- 1940 (русское озвучивание — 2010) — Фантазия — Леопольд Стоковский
- 1948 — Время мелодий — рассказчик в сегментах «Однажды зимой» и «Ритмы самбы»
- 1953 — Питер Пэн — капитан Джеймс Крюк / мистер Джордж Дарлинг
- 1961 — Сто один далматинец — ведущий телевикторины
- 1977 — Новые приключения Винни-Пуха — Тигруля
- 1986 — Великий мышиный сыщик — доктор Дэвид Кью Доусон
- 1991 — Красавица и Чудовище — Люмьер
- 1992 — Телохранитель — Фрэнк Фармер
- 1996 — Аладдин и король разбойников — Касим
- 1997 — Красавица и Чудовище: Чудесное Рождество — Люмьер
- 1998 — Красавица и Чудовище: Волшебный мир Белль — Люмьер
- 1998 — Ронин — Сэм
- 2000 — Приключения Тигрули — Тигра
- 2001 — Астерикс и Обеликс: Миссия «Клеопатра» — рассказчик
- 2002 — Бессонница — Уилл Дормер
- 2002 — Обмануть всех — Арнольд Гундарс (Малкольм Макдауэлл)
- 2002 — Питер Пэн 2: Возвращение в Нетландию — капитан Крюк
- 2002 — Крутой парень — Зейлор
- 2002 — Последнее дело Ламарки — Винсент Ламарка (Роберт Де Ниро)
- 2003 — Особенности национальной политики — Виктор Сергеевич (роль Виктора Сергеева)
- 2003 — Пираты Карибского моря: Проклятие «Чёрной Жемчужины» — капитан Барбосса (Джеффри Раш)
- 2003 — Блондинка в законе 2 — Стэнфорд Маркс
- 2003 — Холодная гора — преподобный Монро (Дональд Сазерленд)
- 2003 — Большой фильм про Поросёнка — Тигра
- 2003 — В поисках Немо — Жабр (Уиллем Дефо)
- 2004 — Корсиканец — Анж Леони (Жан Рено)
- 2004 — Дневники принцессы 2: Как стать королевой — лорд Палимор
- 2005 — Автостопом по галактике — Слартибарфаст (Билл Найи)
- 2005 — Нокдаун — Джимми Джонстон
- 2006 — Пираты Карибского моря: Сундук мертвеца — капитан Барбосса
- 2006 — Казино «Рояль» — Рене Матис
- 2006 — Тачки — Чек «Кинг» Тюнинг
- 2006 — Мэтр и Призрачный Свет — Док Хадсон
- 2006 — Клик: С пультом по жизни — Тед Ньюман (Генри Уинклер)
- 2007 — Пираты Карибского моря: На краю света — капитан Барбосса (Джеффри Раш)
- 2007 — Призрачный гонщик — Мефистофель (Питер Фонда)
- 2007 — Восход тьмы — Мерриман Лайон (Иэн Макшейн)
- 2008 — Квант милосердия — Рене Матис
- 2008 — Мальчик в полосатой пижаме — Павел (слуга)
- 2008 — Астерикс на Олимпийских играх — Коновалус
- 2008 — День, когда Земля остановилась — доктор Бэнхард (Джон Клиз)
- 2009 — Всё путём — доктор Эд
- 2009 — Ангелы и демоны — Кардинал Стросс
- 2009 — Ночь в музее 2 — Теодор Рузвельт (Робин Уильямс)
- 2009 — Суррогаты — доктор Кэнтер
- 2009 — Миссия Дарвина — Леонард Сэйбер
- 2009 — Мне бы в небо — Мэйнард Финч
- 2009 — Тело Дженнифер — Врублевски
- 2009 — Рождественская история — эпизодические персонажи
- 2010 — Хроники Нарнии: Покоритель зари — Корикин
- 2011 — Пираты Карибского моря: На странных берегах — капитан Барбосса (Джеффри Раш)
- 2011 — Медвежонок Винни и его друзья — Тигра
- 2011 — Смурфики — Генри
- 2011 — Восстание планеты обезьян — Чарльз Родман (Джон Литгоу)
- 2011 — Живая сталь — Марвин
- 2011 — Маппеты — Стэтлер
- 2011 — Боевой конь — дед
- 2011 — Солдаты удачи — Хоссман
- 2012 — Другой мир: Пробуждение — Томас
- 2012 — Облачный атлас — Ерни
- 2013 — Одинокий рейнджер — Лэйтем Коул
- 2013 — Пятая власть — Дэниэл
- 2013 — Воровка книг — Ганс Хуберманн (Джеффри Раш)
- 2013 — Спасти мистера Бэнкса — мистер Белхатчетт
- 2014 — Стражи Галактики — Брокер